# Martti Jukola
Martti Henrik Jukola, född den 22 november 1900 i Åbo, död den 3 oktober 1952 i Helsingfors, var en finländsk idrottsjournalist och radioreporter.
Jukola tog en fil.dr. 1932. Jukola tillhörde 1922–1936 Suomen Urheilulehtis redaktion och var tidningens chefredaktör 1925 och 1931–1936. Han verkade 1931–1952 som reporter vid Rundradion, där han blev känd för sina medryckande idrottsreportage. Jukola, som på 1920-talet även själv var aktiv idrottsman (bland annat häcklöpare), skrev flera idrottslitterära verk av bestående värde, bland annat Urheilun pikku jättiläinen (1945–1947), som utkommit i flera upplagor i likhet med hans bok om elitidrottens historia, Huippu-urheilun historia (1935).